# Mont-Lebel
Mont-Lebel est une ancienne municipalité de village du Bas-Saint-Laurent au Québec (Canada). Fondée en 1932, de la scission d'une partie du village voisin de Sainte-Blandine, elle a été fusionnée à Rimouski lors des réorganisations municipales québécoises de 2002 et forme depuis un district de cette ville avec le secteur de Sainte-Blandine.

## Toponymie
Avant l'érection civile de 1932, la localité était connue sous la dénomination de Rang-Double. À la suite de l'obtention de son statut de municipalité, elle a pris le nom de Mont-Lebel qu'elle doit à Jean-Baptiste Lebel, le premier maire de la municipalité de 1932 à 1934. Le gentilé lebelmontois est aussi relié au nom du premier maire de Mont-Lebel.

## Géographie
La localité est située dans un secteur forestier de l'arrière-pays de Rimouski, à une vingtaine de kilomètres au sud du centre-ville. Son territoire est compris entre celui de Sainte-Blandine situé au nord et celui de Saint-Narcisse-de-Rimouski au sud.

## Démographie
En 2001, la population de Mont-Lebel était de 334 habitants selon le recensement de Statistique Canada.

## Historique

### Les débuts
L'origine de la création de la municipalité remonte à 1931, alors que des résidents du rang Double sont insatisfaits d'une décision prise par le conseil municipal de Sainte-Blandine concernant l'utilisation des subventions reçues pour l'entretien des routes. Ces montants étant insuffisants, Sainte-Blandine devait continuellement retarder le développement des rangs 3 et 4 de la municipalité. 
Jean-Baptiste Lebel et Pierre Fiola représentent les citoyens mécontents auprès du gouvernement du Québec. À la suite de leurs démarches, la municipalité de village est officiellement constituée en 1932. Le territoire de la municipalité est alors constitué de 41 lots du Troisième Rang des cantons de Macpès et de Neigette et de 41 lots du Quatrième rang des mêmes cantons.
La municipalité continue cependant de partager la même paroisse religieuse que Sainte-Blandine. Ce partage est un peu ironique, un conflit ayant opposé les résidents de Sainte-Blandine à ceux de Mont-Lebel en 1898 lors du choix de Sainte-Blandine comme site pour l'église paroissiale. Ce conflit, connu sous le nom de « schisme de Sainte-Blandine », a vu les résidents de Mont-Lebel apostasier la foi catholique pour le protestantisme, une conversion qui fut de courte durée. 
Dans les années 1930, Mont-Lebel est essentiellement un village à vocation agricole. En 1938, 60 des 65 propriétaires de la nouvelle municipalité cultivent les champs. L'utilisation des terres de la municipalité est éloquente à cet égard, puisque 7 200 des 7 400 acres (3 000 hectares) de la municipalité sont destinées à un usage agricole, le territoire restant étant propriété de l'État.
Le village reçoit l'électricité en 1945, la même année que le village voisin de Sainte-Blandine. L'école du village est transformée en centre communautaire en 1970 et renommée « le Toit des sportifs ».

### Fusion avec Rimouski
Mont-Lebel fait partie des municipalités qui ont été fusionnées à Rimouski dans le cadre des   réorganisations municipales québécoises de 2002. Mont-Lebel et le secteur de Sainte-Blandine forme depuis 2002 un des districts électoraux représentés au conseil municipal de la ville de Rimouski. 

## Attraits culturels
Le principal attrait touristique de la localité est la présence d'un pont couvert construit en 1930, le pont des Draveurs du Mont-Lebel. Ce pont couvert en bois, construit en 1930, possède une structure en treillis de type Town renforcé. Le pont est long de 28,4 mètres, large de 6,2 mètres et d'une hauteur de 3,9 mètres et permet de franchir la Petite rivière Neigette. 
En 2000, il est désigné « comme bien patrimonial représentatif » de Mont-Lebel dans le cadre des Journées du patrimoine.